# 20 de maig
El 20 de maig és el cent quarantè dia de l'any del calendari gregorià i el cent quaranta-unè en els anys de traspàs. Queden 225 dies per a finalitzar l'any.

## Esdeveniments
Països Catalans
- 1888, Barcelona: s'inaugura l'Exposició Universal de Barcelona.[1]
- 1893, Barcelona: Estrena d'En Pólvora, d'Àngel Guimerà, al Teatre Novedades.[2]
- 1922, Barcelona: S'inaugura el Camp de Les Corts amb el partit FC Barcelona 2 - Saint Mirren 1.[3]
- 1923, València: S'inaugura l'Estadi de Mestalla, camp de futbol del València CF
- 1929, Barcelona: S'inaugura l'Estadi de Montjuïc, amb motiu de l'Exposició Internacional.[4]
- 1945, Palma: En la darrera jornada de la Segona Divisió, té lloc l'enfrontament entre el Mallorca i el Constància en què tots dos equips es jugaven la permanència. Després d'una actuació arbitral del col·legiat Cruellas, molt protestat pels inquers, el Constància abandonà la categoria després de quatre anys, i el Mallorca encadenà la seva segona temporada consecutiva a la segona categoria per primera vegada.[5]
- 1992, Londres: el Futbol Club Barcelona guanya a l'estadi de Wembley la primera copa d'Europa de futbol amb un gol de Koeman contra la Sampdoria de Gènova.

Resta del món
- 325, Nicea (Bitínia): el concili que s'hi celebra declara que els evangelis canònics seran els de Mateu, Marc, Lluc i Joan i considera apòcrifs tots els altres, una cinquantena que s'havien escrit fins aleshores.[6]
- 1498, Calicut (Índia): Hi arriba Vasco da Gama.
- 1570, Anvers (Flandes, actual Bèlgica): Abraham Ortelius publica el primer atles modern: Theatrum Orbis Terrarum (m. 1598).[7]
- 1802, França: Napoleó Bonaparte reintrodueix l'esclavitud a les colònies franceses, revocant-ne l'abolició instaurada durant la Revolució Francesa.
- 1884, París: Louis Pasteur presenta a l'Acadèmia de Ciències de París el resultat dels seus experiments sobre el virus de la ràbia.
- 1890, Espanya: Fermina Orduña patenta un carruatge especial per a vendre llet. És la primera dona a aconseguir-ne una a Espanya.
- 1891, West Orange, Nova Jersey, EUA): Thomas Edison hi fa la primera projecció pública del kinetoscopi.
- 1899, Londres: Pau Casals debuta a la ciutat amb el “Concert en re menor” de Lalo, interpretat al Crystal Palace.
- 1902, Cuba: després d'haver-se independitzat d'Espanya el 10 de desembre de 1898 i de restar sota administració dels Estats Units, obté definitivament la seva independència.
- 1911, Guantánamo: Fundació del Blok Nacionalista Cathalònia.
- 1927:
  - Aràbia Saudita: El país assoleix la independència, establint-s'hi una monarquia absoluta oligàrquica encapçalada pel rei Fahd.
  - Nova York i París: El Spirit of Saint Louis és el primer avió que creua l'oceà atlàntic en un vol directe.
- 1933: Es funda Turkish Airlines (THY).
- 1940, Govern General: arriben al camp de concentració nazi d'Auschwitz els primers 30 presoners.
- 1941: Comença la batalla de Creta en la Segona Guerra Mundial, els paracaigudistes alemanys comencen a arribar a Creta Occidental.
- 1944, Islàndia: els islandesos voten en un referèndum de quatre dies de durada, finalitzar la unió amb Dinamarca i establir una república. El 97% dels vots són a favor de finalitzar la Unió, i el 95% a favor de la nova constitució republicana.
- 1954, la Xina Nacionalista: Chiang Kai-shek esdevé el president del país.[8]
- 2002, Timor Oriental: es converteix en el primer país nascut al segle xxi.[9]
- 2006: Al Festival Internacional de Cinema de Canes s'estrena la pel·lícula Shortbus.
- 2012, República Dominicana: Danilo Medina (Partit de l’Alliberament Dominicà) guanya les eleccions presidencials amb el 51% dels vots.

## Naixements
Països Catalans
- 1862 - Barcelona: Lluïsa Denís i Reverter, autora teatral, compositora i pintora catalana, esposa de l'artista Santiago Rusiñol (m. 1946).[10]

- 1922 - Reus, Baix Camp: Gabriel Ferrater i Soler, poeta, crític, traductor i lingüista català (m. 1972).[11]
- 1929 - Mataró: Montserrat Julió i Nonell, actriu, directora teatral i escriptora catalana (m. 2017).[12]
- 1951 - Barcelona: Elisabet Abeyà Lafontana, novel·lista i traductora catalana.[13]
- 1974 - Ciutadella de Menorca: Ruth Moll Marquès, ciclista professional balear.[14]
- 1975 - Vilanova i la Geltrú (Garraf): Isaac Gàlvez López, ciclista català (m. 2006).
- 1986 - Barcelona: Maria Rodés, compositora i cantant catalana.[15]

Resta del món
- 1470 - Venècia: Pietro Bembo, cardenal, humanista, filòleg, escriptor, poeta, traductor i erudit italià (m. 1547).[16]
- 1537 - Acquapendente, Laci: Hieronymus Fabricius: pioner en l'anatomia i la cirurgia, considerat "pare de l'embriologia" (m. 1619).[17]
- 1609 - Jiangsu (Xina): Wu Weiye (xinès tradicional: 吳 偉業; xinès simplificat: 吴 伟业; pinyin: Wú Wěiyè) (1609-1671) polític i poeta xinès (m. 1671).
- 1799 - Tours, Turena, França: Honoré de Balzac, novel·lista francès (m. 1850).[18]
- 1806 - Pantonville, Londres, Anglaterra, Regne Unit: John Stuart Mill, filòsof anglès (m. 1873).[19]
- 1822 - París: Frédéric Passy, economista i polític, que promogué el pacifisme, Premi Nobel de la Pau el 1901 (m. 1912).[20]
- 1825 - Henrietta, Nova York: Antoinette Blackwell, primera dona ordenada ministra principal protestant als Estats Units.[21]
- 1860 - Múnic, Alemanya: Eduard Buchner,químic alemany, Premi Nobel de Química de 1907 (m. 1917).[22]
- 1880 - La Corunya: Celia Brañas, científica gallega pionera. (m. 1948).[23]
- 1881 - Kanbo: Joseph Apeztegi, jugador de pilota basca.
- 1882 - Kalundborg, Dinamarca: Sigrid Undset, escriptora noruega, Premi Nobel de Literatura el 1928 (m. 1949).[24]
- 1901 - Watergrafsmeer, Països Baixos: Max Euwe, escaquista, campió mundial del 1935 al 1937 (m. 1981).[25]
- 1906 - Karlsruhe, Alemanya: Ellen Auerbach, fotògrafa estatunidenca d'origen alemany.[26]
- 1908 - Indiana, Pennsilvània, Estats Units: James Stewart, actor de cinema estatunidenc.
- 1911 - Kapelle: Anna M. G. Schmidt, escriptora neerlandesa, considerada una de les més grans escriptores del seu país (m. 1995).[27]
- 1915 - Kibbutz Degania, prop del llac de Tiberíades, Imperi Otomà: Moixé Dayan, militar israelià.(m. 1981)[9]
- 1918 - Wilkes-Barre, Pennsilvània (EUA): Edward Bok Lewis, biòleg i genetista nord-americà, Premi Nobel de Medicina o Fisiologia de l'any 1995 (m. 2004).[28]
- 1921 - Eppendorf (Hamburg): Wolfgang Borchert, escriptor i pacifista (m. 1947).[29]
- 1935 - Montevideo: José Mujica, agricultor i polític uruguaià, 40è president de l'Uruguai (m. 2025).[30]
- 1939 - Baracaldo: María Luisa Ozaita, pianista, clavecinista, musicòloga, directora i compositora basca (m. 2017).[31]
- 1944 - Yorkshire, Anglaterra, Regne Unit: Joe Cocker, cantant anglès (m. 2014).[32]
- 1946 - El Centro, Califòrnia (EUA): Cher, actriu, cantant, compositora i artista estatunidenca.
- 1981 - Móstoles, Espanya: Iker Casillas, porter espanyol.

## Necrològiques
Països Catalans
- 1751, Roma, Estats Pontificis: Domènec Terradellas, compositor d'òpera catalano-italià[33]
- 1973, Madrid: Joaquim Bau i Nolla, primer comte de Bau, fou un advocat, comerciant i polític català[34]
- 2006, València: Josefina Salvador Segarra, violinista i pedagoga valenciana[35]
- 2007 - Barcelona: Creu Casas i Sicart, farmacèutica i primera dona a l'IEC[36]

Resta del món
- 1277, Ciutat del Vaticà, Estats Pontificis: Pedro Rebuli Giuliani, papa que regnà amb el nom de Joan XXI[37]
- 1471, Londres, Anglaterra: Enric VI, rei d'Anglaterra[38]
- 1506, Valladolid, Regne de Castella: Cristòfor Colom, navegant i descobridor occidental d'Amèrica.
- 1622, Constantinoble, Imperi Otomà: Osman II, soldà de Turquia i emperador otomà.
- 1896, Frankfurt, Hessen, Alemanya: Clara Schumann, compositora austríaca i una de les principals pianistes del romanticisme.[39]
- 1899, Ginebra, Suïssa: Carlotta Grisi, ballarina italiana[40]
- 1924, Montevideo, l'Uruguai: María Eugenia Vaz Ferreira, poeta uruguaiana.[41]
- 1940, Övralid, Suècia: Verner von Heidenstam, escriptor suec, Premi Nobel de Literatura de l'any 1916[42]
- 1942, Nova York, EUA: Hector Guimard, arquitecte i decorador, principal de l'Art Nouveau a França[43]
- 1943, Melbourne: Dora Lush, microbiòloga australiana[44]
- 1947, Messelhausen, Baden-Württemberg, RFA: Philipp Lenard, físic alemany, Premi Nobel de Física de 1905[45]
- 1958, Moscou: Varvara Stepànova, artista russa, puntal del constructivista pictòric soviètic [46]
- 1974, Pretòria: Leontine Sagan, actriu i directora austríaca[47]
- 1975, Cornualla, Regne Unit: Barbara Hepworth, escultora britànica[48]
- 1986, Comtat de Chester (Pennsilvània): Helen B. Taussig, cardiòloga estatunidenca, fundadora de la cardiologia pediàtrica[49]
- 1988, Bucarest: Ana Aslan, científica i metgessa romanesa.[50]
- 1989, Blockley, Anglaterra: John Hicks, economista guardonat amb el Premi Nobel d'Economia el 1972[51]
- 2000, París, França: Jean-Pierre Rampal, flautista francès[52]
- 2009, Tolosa de Llenguadoc: Pierre Gamarra, poeta i novel·lista occità en llengua francesa.
- 2017: Jean E. Sammet, científica informàtica estatunidenca que desenvolupà els llenguatges FORMAC i COBOL[53]
- 2019, Zúric, Suïssa: Niki Lauda, pilot de fórmula 1 i empresari austríac, tres cops campió del món, el 1975, el 1977 i el 1984.[54]

## Festes i commemoracions
- Festa local de Premià de Mar, a la comarca del Maresme

### Santoral

#### Església Catòlica
- Sants al Martirologi romà (2011): Bernadí de Siena, franciscà; Baldiri de Nimes, màrtir; Lídia de Tiatira; Tal·leleu, Alexandre i Asteri d'Eges, màrtirs; Àurea d'Òstia, màrtir; Lucífer de Càller, bisbe; Hilari de Tolosa, bisbe; Anastasi de Brescia, bisbe; Austregisil de Bourges, bisbe; Teodor de Pavia, bisbe; Coloma de Rieti, verge; Protasi Chong Kuk-bo, màrtir; Arcangelo Tadini, rector.
  - Beats: Guiu de Gherardesca, eremita; Hendrine Stenmanns, verge i fundadora de les Serventes de l'Esperit Sant; Luigi Talamoni fundador de les Misericordines de Sant Gerard.
- Sants Boi de Zamora, o Boal, sant llegendari; Marcel i Codrat màrtirs; Etelbert d'Ànglia, rei.
- Servent de Déu Cristòfor Colom.
- Venerats a l'Orde de la Mercè: beats Arnau Serra i companys màrtirs de Tunis.

#### Església Copta
- 25 Baixans: sants Col·lut d'Ansena; Ibrahim El-Gohari, monjo.